# Singeromyces ferrugineus
Singeromyces là một chi nấm thuộc họ Boletaceae. Là một chi đơn loài, nó chứa loài duy nhất Singeromyces ferrugineus.